# Górnik Siersza

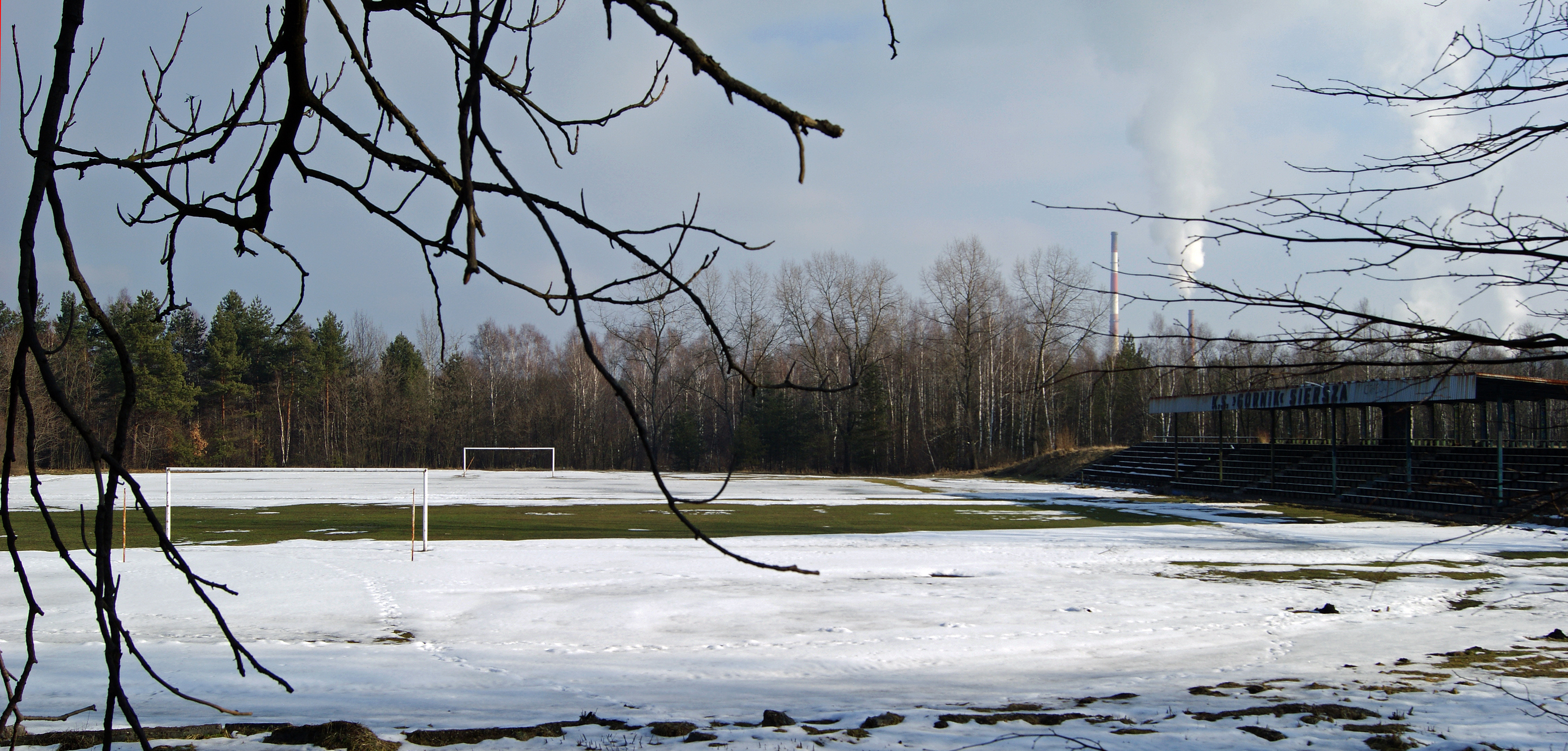
Stadion KS Górnik Siersza.

Górnik Siersza – polski klub piłkarski z siedzibą w trzebińskiej dzielnicy Siersza, powstały w 1946 roku. Występuje w rozgrywkach chrzanowskiej A-klasy. W wyniku połączenia Górnika (utworzony na nowo w 2014 r.) w 2000 r. z Hutnikiem Trzebinia powstał MKS Trzebinia-Siersza, który statutowo przejął ciągłość historyczną klubów.

## Sukcesy
- 8. miejsce w III lidze – 1990/91, 1991/92
- I runda Pucharu Polski – 1981/82

## Stadion
Górnik rozgrywa swoje mecze na stadionie przy ul. Grunwaldzkiej w Sierszy. Dane techniczne obiektu:
- pojemność: 1000 miejsc
- oświetlenie: brak
- wymiary boiska: b.d.